# Palácio Adauto Bezerra

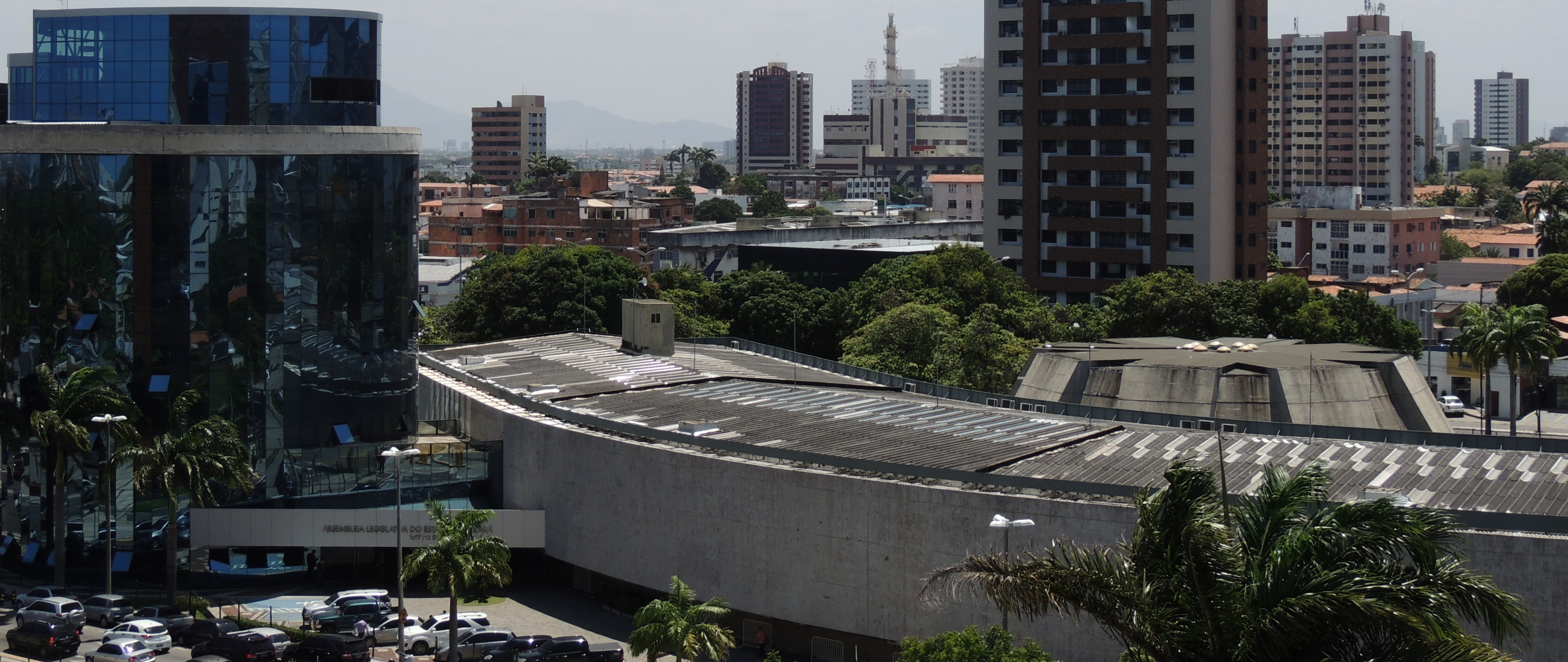
Vista parcial do edifício.

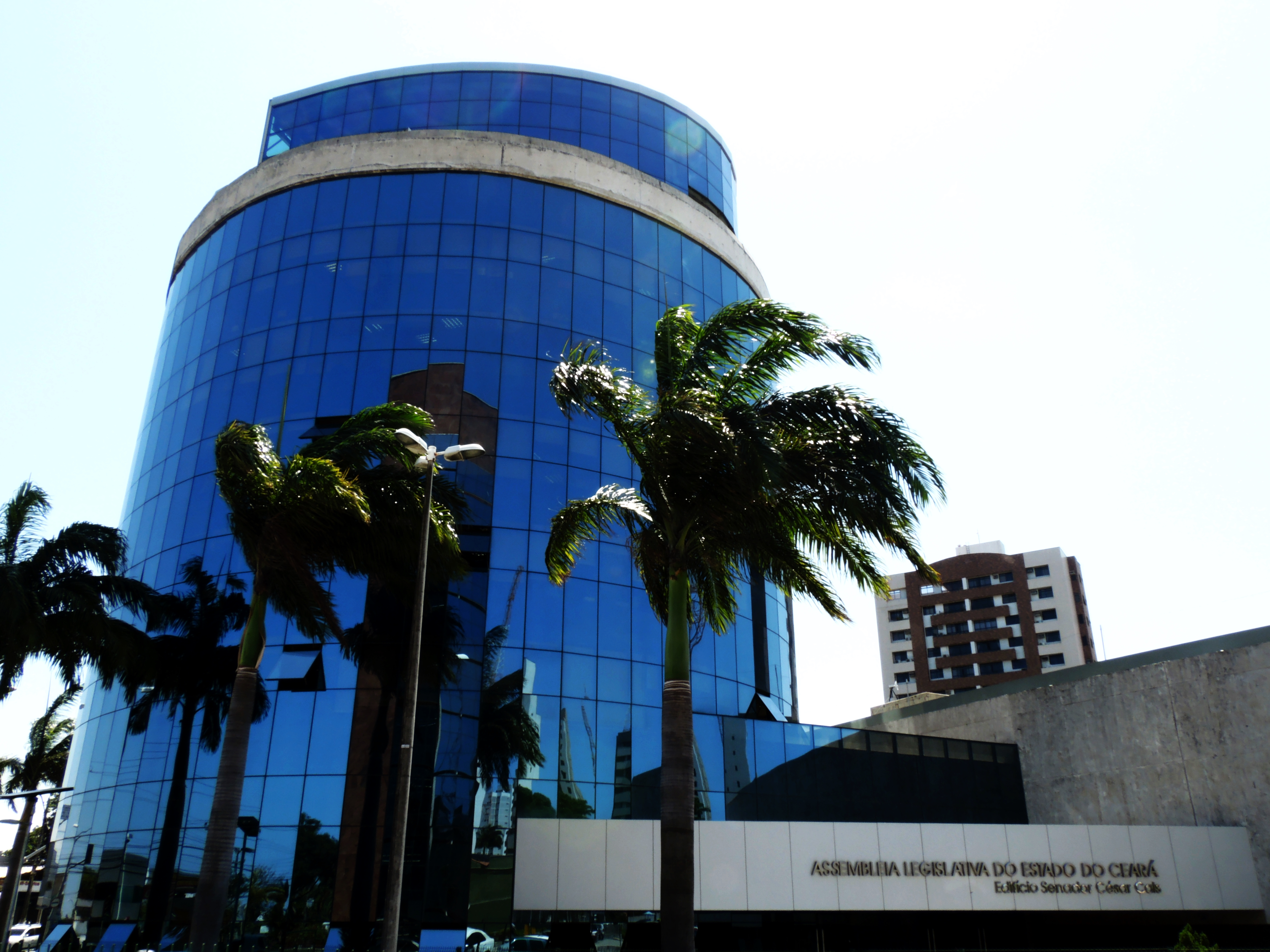
Edifício Senador César Cals, um dos edifícios anexos do Palácio Adauto Bezerra.

O Palácio Adauto Bezerra é um edifício de poder legislativo, localizado em Fortaleza, capital do estado brasileiro do Ceará.

## História
Foi inaugurado em 13 de maio de 1977, numa cerimônia que contou com a presença do então presidente da república, Ernesto Geisel, para ser nova sede da Assembleia Legislativa do Ceará onde também funcionam a TV Assembleia e a Rádio FM Assembleia. Sua autoria arquitetônica é de José da Rocha Furtado Filho e Roberto Martins Castelo. Antes o poder legislativo do estado funcinava no Palacete Senador Alencar atual Museu do Ceará.